# Boat (bài hát)
"Boat" là một bài hát của nam ca sĩ kiêm nhạc sĩ người Anh Ed Sheeran. Bài hát được viết bởi Ed Sheeran và  được sản xuất bởi Aaron Dessner cho album phòng thu thứ 5 sắp tới của anh, - (2023). Đĩa đơn được phát hành vào ngày 21 tháng 4 năm 2023, thông qua Asylum Records và Atlantic Records, như là đĩa đơn thứ hai từ album. Sheeran đã sáng tác cho ca khúc cùng với nhà sản xuất Aaron Dessner.

## Bối cảnh và phát hành
Vào ngày 1 tháng 3 năm 2023, Ed Sheeran đã công bố về bài hát này cùng với album, đồng thời tạo ra một số cơ hội đặt hàng trước cho album. Một tháng sau, vào ngày 17 tháng 4, một bản video xem trước của bài hát đã được anh chia sẻ trên các trang mạng xã hội. Một đoạn video âm nhạc đi kèm sau đó đã được đăng tải lên YouTube, trong video xem trước, anh nói rằng đây là bài hát đầu tiên mà anh thu âm cho album mới của mình.

## Sáng tác
Đây là ca khúc đầu tiên trong album và cũng như là ca khúc đầu tiên được anh thực hiện cho album. Trong một thông cáo báo chí vào cùng ngày phát hành cho ca khúc, Sheeran đã sử dụng bài hát như "một phép ẩn dụ cho sự trầm cảm; một ca khúc chống lại những cuộc đấu tranh của cảm giác rất thấp và không biết làm thế nào để phá vỡ vòng luẩn quẩn trong đầu anh". Ca khúc được dẫn dắt bởi những giai điệu guitar nhẹ nhàng, trong đó anh thể hiện được sức mạnh cảm xúc của mình khi hát ở đoạn điệp khúc: "Khi càng yêu, tôi càng cảm thấy ít / Những lần tôi nhảy không bao giờ là thật / Người ta nói rằng tất cả vết sẹo sẽ lành, nhưng tôi biết / Có lẽ, tôi sẽ không / Nhưng những con sóng sẽ không làm vỡ thuyền của tôi".

## Video âm nhạc
Video âm nhạc đã được phát hành cùng ngày với đĩa đơn. Được đạo diễn bởi Mia Barnes, video miêu tả lại khung cảnh Ed Sheeran vừa hát vừa cố gắng đi qua những con sóng trên một bãi biển. Khi xuống biển, anh sẽ bị sóng nuốt chửng khi cố gắng vào bờ.

## Bảng xếp hạng
| Bảng xếp hạng (2023)          | Thứ hạng |
| ----------------------------- | -------- |
| Úc (ARIA New Music)           | 19       |
| Ireland (IRMA)                | 56       |
| Hà Lan (Single Tip)           | 11       |
| Hàn Quốc (Circle BGM)         | 38       |
| Hàn Quốc (Circle Download)    | 137      |
| Thụy Điển (Sverigetopplistan) | 69       |
| Anh Quốc (OCC)                | 46       |

## Lịch sử phát hành
| Quốc gia | Ngày phát hành      | Định dạng                       | Hãng đĩa               | Nguồn |
| -------- | ------------------- | ------------------------------- | ---------------------- | ----- |
| Toàn cầu | 21 tháng 4 năm 2023 | Tải kỹ thuật số phát trực tuyến | Asylum Atlantic Warner |       |